# سیارک ۱۸۵۴۲
سیارک ۱۸۵۴۲ (به انگلیسی: 18542 Broglio، نامگذاری:1996YP3) هجده هزار و پانصد و چهل و دومین سیارک کشف شده‌است که در ۲۹ دسامبر ۱۹۹۶ کشف شد.
قدر مطلق سیارک برابر ۲۳٫۴ است.